# Эль-Сегундо (Калифорния)
Эль-Сегундо (англ. El Segundo) — прибрежный город в округе Лос-Анджелес в штате Калифорния в Соединённых Штатах Америки на берегу Тихого океана.
Согласно данным переписи населения США 2020 года число жителей города 
составляло 17 272 человек, что, для такого небольшого населённого пункта, существенно больше (+ 3.7%), чем было во время предыдущей переписи проводившейся в 2010 году (16 654 человека).

## История
В доколумбову эпоху на этих землях жили коренные американцы из народа тонгва.

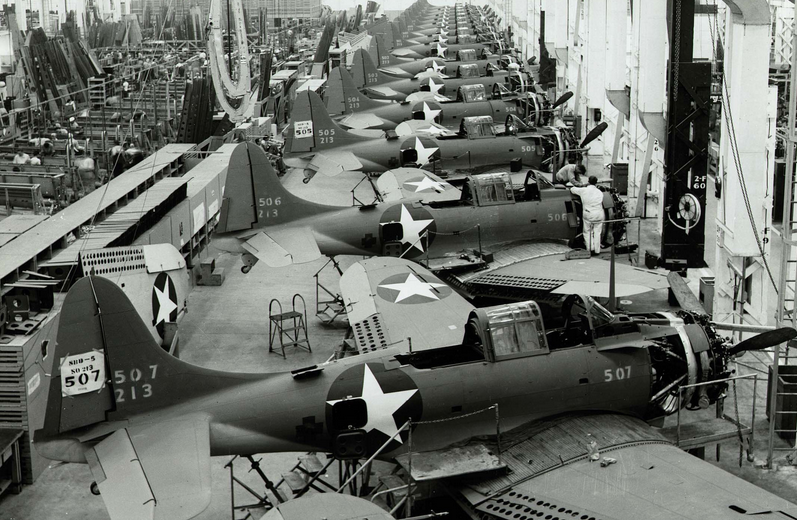
Сборочный цех
«Douglas Aircraft»

В 1917 году Эль-Сегундо официально получил статус города.
Завод компании «Douglas Aircraft» в Эль-Сегундо был одним из крупнейших предприятий по производству самолетов в Калифорнии во время Второй мировой войны и одним из основных производителей пикирующих бомбардировщиков «Douglas SBD Dauntless», которые прославились в битве за Мидуэй. Завод, которым сейчас управляет «Northrop Grumman», по-прежнему является одним из лидеров авиационной промышленности.
В 1982 году в городе проходили съёмки американского психологического фильма ужасов «Существо».

## География
Северная и южная границы города — международный аэропорт Лос-Анджелеса и Манхаттен-Бич, а западная граница — Тихий океан. Восточная граница примерно обозначена бульваром Авиэйшен.
Согласно данным Бюро переписи населения США, общая площадь города составляет 5,5 квадратных мили (14 км2), более 99% из которых — это суша.